# Martin Albert (Politiker)
Martin Albert (* 5. Januar 1909 in Neumarkt in der Oberpfalz; † 10. November 1991 in Kempten (Allgäu)) war ein deutscher Politiker (SPD). Er war von 1946 bis 1958 Abgeordneter im Bayerischen Landtag.

## Leben
Albert machte eine Lehre zum Schlosser und arbeitete als Werkmeister, außerdem war er in der Rundfunkindustrie tätig. Er war Vorsitzender der Sozialistischen Arbeiterjugend Mittelfranken und Leiter des politischen Kabaretts „Rote Raketen“. Außerdem war er Funktionär im Einheitsverband der Eisenbahner Deutschlands (EdED).
Nach der Machtübernahme der Nationalsozialisten war Albert im Widerstand aktiv. 1936 wurde er wegen der Fortsetzung illegaler Tätigkeiten für die Naturfreunde verhaftet und in das KZ Dachau verschleppt. Gegen ihn wurde ein Strafverfahren wegen „Vorbereitung zum Hochverrat“ eingeleitet, das jedoch eingestellt wurde. Nach der Haftentlassung war Albert bei der Nürnberger Schrauben- und Elektrofabrik (NSF) beschäftigt.
Martin Albert war nach 1945 wieder in der SPD als Vorsitzender in Nürnberg aktiv. 1946 wurde er Landessekretär der SPD in Bayern. Vom 1. Dezember 1946 bis zum 23. November 1958 war Albert Abgeordneter des Bayerischen Landtags. Bei der Wahl zum ersten Landtag wurde er durch das Direktmandat im Wahlkreis Oberfranken/Mittelfranken in den Landtag gewählt. Albert gehörte im Landtag dem Ausschuss für den Staatshaushalt, dem Ausschuss für Länderratsfragen und dem Ausschuss für die Geschäftsordnung an. Bei der darauffolgenden Wahl trat er im Stimmkreis Nürnberg I an und konnte, wie auch 1954, erneut ein Landtagsmandat erringen. Von 1950 bis 1958 war er ordentliches Mitglied im Ausschuss für Wirtschaft und Verkehr und von 1954 bis 1958 im Ausschuss Bayern Pfalz.
Er starb am  10. November 1991 im Alter von 82 Jahren in Kempten (Allgäu).

## Weblink
- Martin Albert (Politiker) in der Parlamentsdatenbank des Hauses der Bayerischen Geschichte in der Bavariathek

| Personendaten    | Personendaten                  |
| ---------------- | ------------------------------ |
| NAME             | Albert, Martin                 |
| KURZBESCHREIBUNG | deutscher Politiker (SPD), MdL |
| GEBURTSDATUM     | 5. Januar 1909                 |
| GEBURTSORT       | Neumarkt in der Oberpfalz      |
| STERBEDATUM      | 10. November 1991              |
| STERBEORT        | Kempten (Allgäu)               |